# Dorilèon

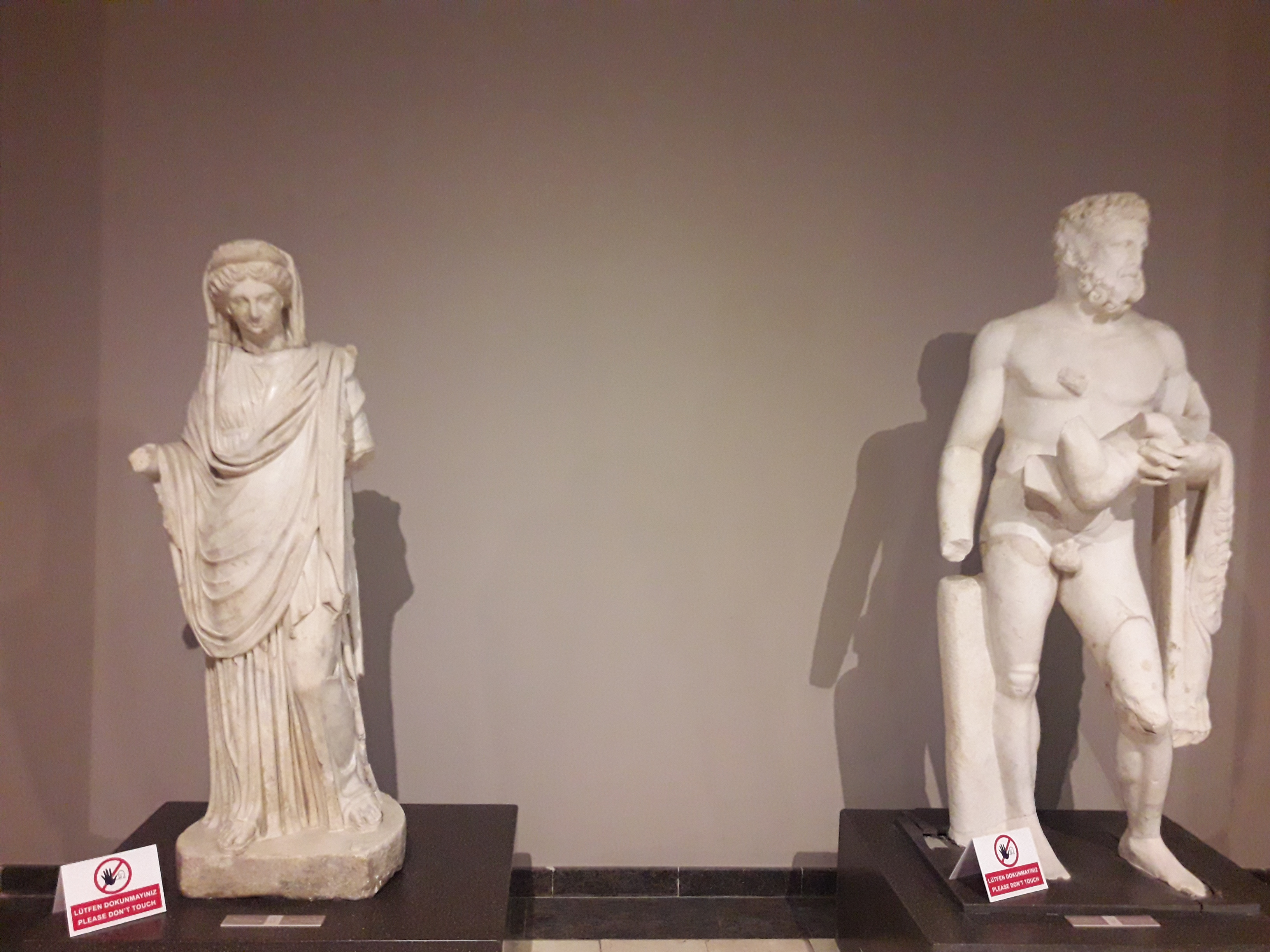
Estàtues de l'antiga Dorilèon, en el Museu d'Història d'Eskişehir.

Dorilèon o Dorilea (en grec Δορύλαιον Dorýlaion, en llatí Dorylaeum) fou una ciutat de Frígia, que correspon en el seu primer emplaçament a Karadja Hissar, a 10 km al sud-est de la moderna Eskişehir, i en el seu emplaçament posterior (a partir del segle iii aC) a Shehir Eyuk, al nord de la mateixa ciutat.
Aquesta ciutat és esmentada per primer cop durant les guerres entre Antígon Monoftalm i Lisímac de Tràcia, però no se sap la seva antiguitat, si bé se suposa que fou almenys d'origen frigi. Lisímac hi va tenir un camp de subministrament.
Sota domini romà fou un assentament comercial. Els habitants van denunciar al pretor provincial L. Flac el 62 aC i junt amb altres ciutats el van acusar de mala administració, el qual fou defensat per Ciceró.
Durant el període romà d'Orient fou seu d'un bisbat (segles IV al IX) del qual són coneguts set bisbes, essent el més destacat Eusebi de Dorilèon, que va denunciar successivament les heretgies de Nestori i Eutiques. Més tard la seu fou sufragània de Synnada i encara s'esmenta al segle xii.
Fou conquerida pels seljúcides després del 1071 i recuperada pels croats l'1 de juliol del 1097 durant la Primera Croada, sent l'autèntica capital de la primera croada fins a la conquesta d'Antioquia. Durant la Segona Croada, els croats dirigits per Conrad III d'Alemanya, que s'havia aturat al lloc per buscar les provisions que els mancaven, foren atacats i derrotats el 25 d'octubre del 1147 pels turcs seljúcides. L'emperador Manuel I Comnè la va fortificar el 1175, però els turcs seljúcides la van ocupar el 1176 després de la batalla de Miriocèfal. Des del 1240 va quedar en poder de Toghrul, cap dels turcmans nòmades, que després formarien part de l'Imperi Otomà. Fou llavors quan la ciutat va créixer en direcció a l'antiga Tembros o Thymbris i es va originar Eskişehir.